# Johann von Gouda
Johann von Gouda (* 29. Januar 1571 in Utrecht; † 28. Dezember 1630 in Brüssel) war ein niederländischer Jesuit und Prediger.

## Leben
Johann von Gouda stammte aus einer angesehenen Patrizierfamilie. Er trat, nachdem er in der Schule seiner Vaterstadt einen gründlichen Unterricht erhalten hatte, im Mai 1588 als 17-Jähriger in Tournai in den Jesuitenorden ein. Er machte hier seine philosophischen und theologischen Studien, wurde Rektor der Lateinschule in Tournai und erhielt 1598 die Priesterweihe. Er lehrte Philosophie und Moraltheologie an verschiedenen Jesuitenkollegs und lebte seit 1605 meist in Brüssel und Antwerpen. In den beiden letztgenannten Städten widmete er sich 25 Jahre lang fast ausschließlich dem Predigtamt. Von seinen Glaubensbrüdern wurde er als einer der besten Prediger seiner Zeit angesehen und zeichnete sich durch die Originalität seiner Gedanken und Humor aus.  Erzherzog Albrecht verlangte, dass Gouda zeitweise am Brüsseler Hof erschien, um zu predigen.
Gouda erwarb sich den Ruf eines eifrigen Verteidigers der katholischen Kirche und kräftigen Streiters wider reformierte Geistliche, weshalb ihn seine Glaubensgenossen die Beinamen „Hammer der Ketzer“ (Malleus haereticorum) und „Schutzmauer der Katholiken“ (Murus catholicorum) beilegten. Er selbst pflegte die evangelischen Prediger „Bibelbrüder“ und die evangelischen Frauen, welche die Heilige Schrift lasen, „Bibelschwestern“ zu nennen. Gegen reformierte Schriftsteller, welche die Lehrsätze der katholischen Kirche angriffen, schrieb er mit großer Heftigkeit. Schon um 1609 führte er einen Federkrieg mit den reformierten Rotterdamer Predigern Franciscus und Samuel Lansbergen über die Prädestinationslehre und richtete gegen sie folgende Traktate richtete:
- Andwoorde op de medesprake aengaende de Transsubstantiatie met Francisco en Samuele Lansbergen, Ministers tot Rotterdam, Antwerpen 1609
- De victorieuse Transsubstantiatie over Fr. ende Sam. Lansbergens woordendienaers tot Rotterdam, Antwerpen 1611
- De godtloosheyt der Rotterdamsche inquisitie, in de welcke Fr. ende Sam. Lansbergen inquisiteurs arbeyden met lasteren, leugenen … levendich te begraven ... de Roomsche Katholyken transubstantiatie, Antwerpen 1612

Daraufhin verteidigte Gouda seinen Ordensbruder Franz Coster gegen die Angriffe Heinrich Brands, Predigers zu Zierikzee (Voor de acht catholycke propositien P. Fr. Costeri S. J. Sacerdotis teghens Henricum Brand Willemssen leerpriester tot Zierick-zee, Antwerpen 1611) und nahm teil am Streit zwischen dem Jesuiten Leonhardus Lessius und dem Prediger Michael Hogh, gegen den er folgende Schriften verfasste:
- Leughenen ende beuselen by dosynen Michaelis Hogii, woordendienaers in Sevenberghen, teghen het beraedt wat gheloove en religie men behoort t' aenveerden, P. Leonardi Lessii  professeurs in de godtheydt ende priesters der Societeyt Jesu aenghestelt ende wederleyt, Antwerpen 1612
- Tale ende redenen voor het beraedt Leonh. Lessii teghen de mislukte montstoppinghe Mich. Hoghii, Antwerpen 1613

Die schwerste Auseinandersetzung hatte Gouda aber mit dem abtrünnigen Jesuiten und zur reformierten Lehre übergetretenen Heinrich Boxhorn auszufechten, und seine gegen diesen gerichtete Schriften erwarben ihm hauptsächlich den Ruhm eines großen Polemikers:
- Ander-half-hondert leughens Henrici Boxhornii woorden-dienaers tot Breda, in syn venynich teghen-ghift ghemengt ontdeckt ende wederleyt, Antwerpen 1611
- Port voor den voor-bode H. Boxhornii woorden-dienaers in Breda, Antwerpen 1611

Der Ruf von Goudas Rednergabe führte 1620 den bekannten Paschier de Fyne nach Antwerpen, der einige ergötzliche Proben dieser Beredsamkeit aufbewahrte. Gouda war nicht nur ein gelehrter, sondern auch frommer Mann, hatte jedoch auch seine Eigenheiten; so schrieb er zehn Jahre lang mit der gleichen Feder. Zur Jungfrau Maria hatte er eine besondere Zuneigung und fastete ihr zu Ehren von seinem siebten Jahre an jeden Samstag. Später hielt er auch jeden Samstag eine Predigt zu ihrem Lob. Sein Wunsch, schnell während der Arbeit und an einem Samstag zu sterben, erfüllte sich, indem er am 28. Dezember 1630, einem Samstag, in Brüssel nach Einnahme seiner kärglichen Mahlzeit an seinem Arbeitstisch verschied. Sein Tod wurde allgemein betrauert; selbst Erzherzogin Isabella Clara Eugenia von Spanien ließ ihr Bedauern über das Ableben des jesuitischen Predigers verlautbaren.